# سید علی موسوی نور (کاراته)
سید علی موسوی نور (زاده ۱۶ اسفند ۱۳۸۴ در رامهرمز) ورزشکار و کاراته‌کای اهل ایران است. او در رده سنی پایه عضو تیم ملی کاراته ایران بوده است. سید علی موسوی نور در مسابقات قهرمانی آسیا ۲۰۲۱ که در آلماتی قزاقستان برگزار شد، موفق به کسب مدال طلا شد. موسوی نور اولین مدال طلای تاریخ خوزستان را در رقابت‌های کاراته آسیا به‌دست آورد.

## زندگی‌نامه
وی در سن ۱۲ سالگی کاراته را آغاز کرد و پس از کسب قهرمانی‌های مختلف در رده‌های سنی پایه، به عضویت تیم ملی درآمد. او در سال ۲۰۱۷ کاراته را در رامهرمز شروع کرد و در مسابقات قهرمانی کاراته آسیا ۲۰۲۱ که در آلماتی برگزار شد، موفق به کسب مدال طلا شد. در رده‌بندی فدراسیون جهانی کاراته، او در سال ۲۰۲۱ با وزن ۷۰ کیلوگرم در جایگاه سوم قرار داشت.